# Xanthorrhoeaceae
Xanthorrhoeaceae Dumortier è una famiglia di piante angiosperme. Il nome della famiglia deriva dal genere Xanthorrhoea - dal greco xanthos (ξανθος) = giallo e rhoia (ροία) = flusso, in riferimento alla resina gialla prodotta dalle piante di questo genere.
La classificazione filogenetica dell'Angiosperm Phylogeny Group del 2009 (classificazione APG III) suddivideva la famiglia in tre sottofamiglie: Asphodeloideae, Hemerocallidoideae e Xanthorrhoeoideae, in precedenza considerate al rango di famiglie a sé stanti (rispettivamente Asphodelaceae, Hemerocallidaceae e Xanthorrhoeaceae sensu stricto).
La classificazione APG IV del 2016 non riconosce Xanthorrhoeaceae come famiglia a sé e assegna le specie precedentemente classificate in essa alla famiglia Asphodelaceae.

## Descrizione
La famiglia comprende specie dall'aspetto molto differente, con pochi caratteri comuni. La presenza di antrachinoni è uno di questi caratteri. Mostrano in genere una infiorescenza terminale che è retta da un fusto privo di foglie; un disco di tessuto legnoso è presente alla base dell'ovario.
Vi appartengono specie succulente, come p.es. Aloe spp. e Haworthia spp., specie erbacee, come p.es Kniphofia spp. e Hemerocallis spp., e specie con fusti legnosi come Xanthorrhoea spp.

## Biologia
La maggior parte delle Asphodeloideae sono impollinate da uccelli, ma in alcune specie di Aloe e in quasi tutte le specie dei generi Haworthia e Chortolirion sono presenti alcune caratteristiche morfologiche suggestive di meccanismi di impollinazione entomogama.
Alcune specie delle Hemerocallidoideae hanno un meccanismo di dispersione dei semi affidato alle formiche (mirmecocoria).

## Distribuzione e habitat
La famiglia ha un ampio, ancorché frammentato, areale che abbraccia le zone tropicali e temperate di tutti i continenti.  Il genere Xanthorrhoea è endemico dell'Australia.

## Tassonomia
Il Sistema Cronquist (1981) collocava le Xanthorrhoeaceae nell'ordine Liliales, e la Flora of Australia del 1986, basata sulla classificazione di Cronquist, assegnava alla famiglia 10 generi. Una revisione della sistematica del raggruppamento, basata su dati sia morfologici che molecolari, portò alla conclusione che 4 dei 10 generi (Baxteria, Calectasia, Dasypogon, Kingia) andavano segregati nella famiglia Dasypogonaceae  e 5 (Acanthocarpus, Chamaexeros, Lomandra, Romnalda, Xerolirion) nella famiglia Lomandraceae, lasciando solo Xanthorrhoea nelle Xanthorrhoeaceae.
La classificazione APG II (2003) attribuì la famiglia, e il suo unico genere, all'ordine Asparagales In realtà già a quell'epoca studi molecolari mostravano una stretta affinità filogenetica tra Xanthorrhoeaceae, Asphodelaceae e Hemerocallidaceae, ma si continuò a considerarle come famiglie separate, sulla base del fatto che la fusione in un unico clade non era supportata dall'analisi dei caratteri morfologici.
Con la classificazione APG III (2009) Xanthorrhoeaceae, Asphodelaceae e Hemerocallidaceae furono inserite in un'unica famiglia, le Xanthorrhoeaceae sensu lato, suddivisa in 3 sottofamiglie: Asphodeloideae, Hemerocallidoideae e Xanthorrhoeoideae.
Con la classificazione APG IV (2016) viene ripristinata la priorità di Asphodelaceae e i taxa assegnati a Xanthorrhoeaceae dalle precedenti classificazioni filogenetiche sono spostati al suo interno.
La ripartizione dei generi attribuiti alla famiglia era la seguente:
Sottofamiglia Asphodeloideae Burnett
- Aloe L.
- Asphodeline Rchb.
- Asphodelus L.
- Astroloba Uitewaal
- Bulbine Wolf
- Bulbinella Kunth
- Chortolirion A.Berger
- Eremurus M.Bieb.
- Gasteria Duval
- Haworthia Duval
- Jodrellia Baijnath
- Kniphofia Moench
- Trachyandra Kunth

Sottofamiglia Hemerocallidoideae Lindley
- Agrostocrinum F.Muell.
- Arnocrinum Endl.
- Caesia R.Br.
- Corynotheca F.Muell.
- Dianella Lam.
- Eccremis Willd.
- Geitonoplesium A.Cunn.
- Hemerocallis L.
- Hensmania W.Fitzg.
- Herpolirion Hook.f.
- Hodgsoniola F.Muell.
- Johnsonia R.Br.
- Pasithea D.Don
- Phormium J.R.Forst.
- Simethis Kunth
- Stawellia F.Muell.
- Stypandra R.Br.
- Thelionema R.J.F.Hend.
- Tricoryne R.Br.

Sottofamiglia Xanthorrhoeoideae M.W.Chase, Reveal & M.F.Fay
- Xanthorrhoea Sm.

Il genere Xeronema, che la classificazione tradizionale attribuiva alle Hemerocallidaceae, è attualmente assegnato ad una famiglia a sé stante, Xeronemaceae.